# Cavalry FC
A Cavalry FC egy kanadai labdarúgócsapat, amelynek székhelye az Alberta állambeli Foothills County városában található. A klub 2019 óta a kanadai első osztályban, a Canadian Premier League-ben szerepel. Hazai mérkőzéseit a 6 000 néző befogadására alkalmas ATCO Fielden játssza.
2024-ben sikerült megnyerniük a bajnokságot.

## Sikerek
- Canadian Premier League
  - Győztes (1): 2024
  - Döntős (2): 2019, 2023

## Játékoskeret
2023. április 24. szerint.
| #  |           | Poszt | Név               |
| -- | --------- | ----- | ----------------- |
| 1  | CAN       | K     | Marco Carducci    |
| 2  | ESP       | V     | Roberto Alarcón   |
| 3  | CAN       | V     | Callum Montgomery |
| 4  | NED       | V     | Daan Klomp        |
| 5  | FRA       | V     | Bradley Kamdem    |
| 6  | CAN       | KP    | Charlie Trafford  |
| 7  | Szomália  | CS    | Ali Musse         |
| 8  | AUS       | KP    | Jesse Daley       |
| 9  | Új-Zéland | CS    | Myer Bevan        |
| 10 | CAN       | KP    | Sergio Camargo    |
| 11 | Honduras  | KP    | José Escalante    |
| 14 | ENG       | CS    | Ethan Beckford    |
| 15 | NGR       | V     | Udoka Chima       |

| #  |     | Poszt | Név                |
| -- | --- | ----- | ------------------ |
| 17 | CAN | KP    | Ben Fisk           |
| 20 | IRE | CS    | Joe Mason          |
| 21 | CAN | K     | Sterling Kerr      |
| 22 | HTI | KP    | Mikaël Cantave     |
| 23 | CAN | KP    | Gareth Smith-Doyle |
| 24 | CAN | KP    | Eryk Kobza         |
| 26 | CAN | KP    | Shamit Shome       |
| 27 | CAN | V     | William Omoreniye  |
| 29 | CAN | KP    | Niko Myroniuk      |
| 30 | BEN | KP    | Goteh Ntignee      |
| 31 | CAN | K     | Joseph Holliday    |
| 33 | CAN | KP    | Fraser Aird        |
| —  | CAN | V     | Michael Harms      |

## Vezetőedzők
| Név                | Évek                          |
| ------------------ | ----------------------------- |
| Tommy Wheeldon Jr. | 2018. május 17. – jelenleg is |

## További hivatkozások
- Hivatalos honlapja